# Rama (jeu vidéo)
Pour les articles homonymes, voir Rama.
Rama est un jeu vidéo d'aventure développé par Dynamix, puis édité en 1996 par Sierra On-Line pour PC (DOS, Windows 95), Macintosh et PlayStation. Le joueur incarne un personnage chargé d'explorer un vaisseau spatial extraterrestre.
Le monde et les personnages sont inspirés du roman Rendez-vous avec Rama (écrit par Arthur C. Clarke) et de ses suites Rama II, Les Jardins de Rama, et Rama révélé (trois livres écrits par Arthur C. Clarke et Gentry Lee ; ce sont d'ailleurs les seuls volumes mentionnés dans le jeu). En 1984, Telarium (en) avait déjà édité un jeu d'aventure textuelle basé sur cet univers : Rendezvous with Rama.

## Synopsis
Au XXIIe siècle, un vaisseau spatial gigantesque arrive dans le Système solaire ; d'abord pris pour un astéroïde, il reçoit le nom de Rama. Finissant par comprendre qu'il s'agit d'un énorme objet extraterrestre en forme de cylindre, l'Agence spatiale internationale envoie douze astronautes à bord de l'appareil ; malheureusement, l'officier Valeriy Borzov meurt. Le remplaçant qui lui succède comprend, dès son arrivée sur Rama, que certains membres de l'équipe ont des objectifs secrets.
Les choses se gâtent particulièrement quand la trajectoire de Rama change brusquement et que le vaisseau se met à foncer droit sur la Terre. Quelques personnes de l'équipe d'exploration décident alors de tout faire exploser en amorçant des bombes nucléaires qu'ils ont discrètement installées. Il n'y a plus que quelques heures pour éviter la catastrophe...

## Système de jeu
Le jeu, constitué de séries d'images fixes et de scènes en incrustation vidéo, se contrôle à la souris : le curseur se transforme en flèche quand un mouvement est possible, et se transforme en main quand le joueur peut interagir avec un élément du décor. Un objet devient rouge quand il peut être utilisé directement ou combiné à un autre objet.
Le joueur dispose d'une boussole, qui lui indique le nord et les directions vers lesquelles il peut se déplacer ; sur son ordinateur attaché au poignet, il peut également consulter une carte sommaire du lieu visité. Dans la première partie du jeu se déroulant dans un territoire appelé la « Plaine centrale », une carte radar permet au joueur de voyager rapidement d'une zone à l'autre.
Il n'y a aucun dialogue : les communications s'effectuent soit grâce à des « vidéomails » envoyés et reçus au moyen d'un ordinateur, soit par des scènes cinématiques où le joueur écoute un personnage ou observe quelque chose ; lorsque le joueur meurt, un petit message d'Arthur C. Clarke commente l'évènement et donne parfois un indice pour éviter de refaire l'erreur fatale.

## Distribution

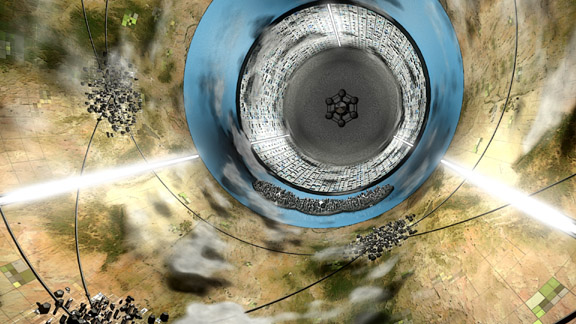
Vue d'artiste de l'intérieur de Rama.

Les personnages du jeu sont ceux du roman Rama II.
- Arthur C. Clarke : lui-même
- Robert Nadir : David Brown (chef de mission)
- Amy Hunter (en) : Nicole des Jardins (responsable médicale)
- Tiffany Helm : Francesca Sabatini (journaliste)
- Sean G. Griffin : Otto Heilman (responsable sécurité)
- Jim Ishida : Shigeru Takagishi (biochimiste)
- Stephan Weyte : Richard Wakefield (ingénieur système)
- Robert E. Henry : Michael O'Toole (responsable des codes d'accès)
- Donald L. Willis : Reggie Wilson (journaliste)
- Sharon A. Mann : Irina Turgenyev (cosmonaute)
- Kevin Donovan : Puck (petit androïde)
- Edward F. D'Arms : Falstaff (petit androïde)

En version originale, la narration est assurée par Stephan Weyte.

## Accueil
Dans l'ensemble, le jeu est considéré comme solide : bons graphismes (pour l'époque), ambiance bien rendue et fidèle à l'œuvre de Clarke, énigmes compliquées mais toujours logiques, ; plusieurs joueurs expliquent d'ailleurs que ce niveau de difficulté n'est pas à surévaluer : une calculatrice ou une bonne compréhension des bases (en arithmétique) permettent de résoudre une grande partie des casse-têtes à étudier. Par contre, le manque d'interactions entre le joueur et ceux qu'il rencontre constitue une critique récurrente du jeu ; mais la qualité du jeu des acteurs compense ce côté un peu froid.